# 2021年5月

## 5月1日
- 印度2019冠状病毒病疫情確診病例日增逾40萬宗，創當地疫情爆發以來單日新高，亦是至今全球最高單日確診數字。[1]
- 日本宮城縣以東海域發生黎克特制6.6級地震，震源深度60公里，未有傷亡及損毀報告。[2]
- 中國一連五日的五一长假開始，預計長假出遊人數創新高。[3]
- 索马里联邦议会下院投票通過撤回延長現屆議會和總統任期2年的授權。[4]
- 萨尔瓦多共和国立法议会投票通過解除最高法院憲法分院所有法官及總檢察長職務。[5]

## 5月2日
- 載有從國際太空站返回地球的4名航天員的載人飛龍號太空船C207（堅韌號）成功在美國佛羅里達州海岸附近的墨西哥灣濺落，是自1968年阿波羅8號以來美國首次在黑夜進行的載人濺落。[6]
- 2021年西孟加拉邦立法議會選舉（英语：2021 West Bengal Legislative Assembly election）在已舉行投票的292個選區開始計票工作。初步計票結果顯示該邦執政黨全印草根大会繼續保持邦立法議會的控制權。[7][8]
- 在全国范围的抗议活动造成至少19人死亡后，哥伦比亚总统伊万·杜克·马尔克斯撤回了拟议的税制改革方案。[9]
- 国际米兰足球俱乐部提前四轮夺得2020年至2021年意大利足球甲级联赛冠军。[10]

## 5月3日
- 墨西哥城地铁12号线的高架桥坍塌，令地铁列车脱轨，造成至少23人死亡，79人受伤。[11]
- 美國億萬富豪比尔·盖茨與妻子梅琳达宣佈离婚。[12]

## 5月4日
- 马克·战胜，获得2021年世界斯诺克锦标赛冠军。[13]
- 英国《金融时报》主办的讨论会上，美国国家安全委员会印太政策协调员库尔特·坎贝尔面对美国相关人物要求美国政府对协防台湾（中华民国）明确表态的呼吁，指有“重大不利面”。若中华人民共和国武统台湾，美国协防台湾，那么中华人民共和国和美国之间“因台湾而爆发的任何冲突都不太可能被局限在一个小的地理区域内”，“我认为它会迅速扩大，并将以我认为没有人能预料的方式从根本上摧毁全球经济”[14]。

## 5月5日
- 美国密西西比州哈蒂斯堡一飞机坠毁撞入民居，4人死亡[15]。
- 法国亞維農一名警察在突击搜查毒品的行动中中弹身亡[16]。
- 哈萨克斯坦总统萨德尔·扎帕罗夫签署法令，通过4月11日通过的宪法公投案（英语：2021 Kyrgyz constitutional referendum）[17]。
- 在南德克萨斯发射场成功发射的SpaceX星舰SN15成功完成首次垂直降落[18]。

## 5月6日
- 由於中澳關係惡化，中國國家發展與改革委員會宣佈無限期暫停中澳戰略經濟對話[19]。
- 2021年英國地方選舉（英语：2021 United Kingdom local elections）、2021年威爾斯議會選舉（英语：2021 Senedd election）和2021年苏格兰议会选举進行投票。[20]

## 5月7日
- 中国电信、中国移动、中国联通发布公告，称美国纽约证券交易所在当地时间5月6日维持公司存托股份下市决定。[21]
- 美国主要燃油管道运营商殖民管道公司遭到勒索软件网络攻击，被迫紧急关闭整个燃油管道输送系统。[22]

## 5月8日
- 阿富汗喀布爾西部一間中學外發生汽車炸彈爆炸，造成至少58人死亡，超過150人受傷，大部分死傷者為該校的女學生。阿富汗政府指責塔利班發動襲擊，不過塔利班否認[23]。
- 德國提前贏得2020年至2021年德國足球甲級聯賽冠軍[24]。
- 蘇格蘭首席部長領導的蘇格蘭民族黨在2021年議會選舉中贏得多數席次，並表態將推動獨立公投[25]。
- 英國賽車車手在2021年西班牙大獎賽取得頭位，亦創下生涯累積100次頭位的紀錄[26]。

## 5月9日
- 长征五号B遥二运载火箭末级残骸落于马尔代夫西南周边海域，绝大部分器件在再入大气层过程中烧蚀销毁。[27]

## 5月10日
- 2021年以巴冲突：以色列国防军轰炸了巴勒斯坦哈马斯位于加沙地带的多处军事目标，造成巴方20人死亡，其中包括9名儿童。[28]
- 南蘇丹總統萨尔瓦·基尔·马亚尔迪特按照和平協議重組國民議會。[29]

## 5月11日
- 中华人民共和国第七次全国人口普查主要数据结果公布[30]，总人口达到14.43497378亿人[31]。
- NBA球员拉塞尔·威斯布鲁克在对阵亚特兰大老鹰时拿到职业生涯第182次三双，自此正式超越“大O”奥斯卡·罗伯特森，在NBA历史三双榜上排名第一。[32]
- 俄羅斯喀山一間學校發生槍擊案，造成至少9人喪生，1名疑犯被捕。[33]
- 曼彻斯特城提前夺得2020年至2021年英格蘭足球超級聯賽冠军。[34]

## 5月12日
- 香港警務處高級助理處長、國家安全處處長蔡展鵬因光顧無牌按摩店，需要休假接受紀律調查。[35]
- 美國共和黨眾議院議員投票通過中止利茲·切尼擔任眾議院共和黨大會主席一職。[36]
- 巴勒斯坦武裝組織哈馬斯和以色列國防軍因為阿克薩清真寺衝突而多次互相攻擊，造成至少41人死亡[37]。
- 奧地利總理因為涉嫌提供虛偽證詞而接受貪腐案件檢察官的調查[38]。
- 以1比0擊敗，提前贏得冠軍[39]。
- 经过六天的关闭，此前遭遇勒索软件攻击的美国石油管道运输系统殖民管道正式重启[40]。

## 5月13日
- 臺灣高雄市興達發電廠發生停機事故，導致臺灣出現分區停電。[41]
- 在經過多年的研究後，墨西哥考古學家正式宣布在北部科阿韋拉州發現新品種恐龍加羅氏字冠龍[42]。

## 5月14日
- 香港保安局通过香港国安法冻结黎智英的壹传媒公司股份及个人资产，涉款最少达3亿港币。[43]
- 埃莉斯·斯蒂芬尼克獲選為美國眾議院共和黨大會主席。[44]

## 5月15日
- 中国国家航天局的天问一号着陆器和祝融号火星车成功在火星烏托邦平原南部预选着陆区著陸。[45]
- 2021年智利制宪大会选举進行投票。[46]
- 2021年5月上旬臺灣COVID-19爆发465確診病例，中央流行疫情指揮中心自15日起至5月28日提升雙北地區疫情警戒至第三級，加嚴、加大相關限制措施，嚴守社區防線[47]。
- 英國在決賽中以1比0擊敗，贏得2020年至2021年英格蘭冠軍[48]。

## 5月17日
- 氣旋陶特在印度西部登陸。[49]
- 墨西哥總統洛佩斯·奥夫拉多尔為1911年墨西哥革命期間針對墨西哥粵僑的托雷翁大屠殺公開道歉，為歷來首次。[50]
- 智利執政聯盟在2021年制憲大會選舉中僅取得約20%席次，而無黨籍當選人則占很大比例[51]。
- 科隆群島達爾文島東南方的著名景觀達爾文拱門拱頂岩石結構因為自然侵蝕而坍塌[52]。
- 薩摩亞最高法院在2021年4月大選的選舉訴訟作出有利反對黨的判決，而將由內奧米·馬塔阿法出任總理職務[53][54]。

## 5月20日
- 立陶宛議會認定中國在新疆執行的措施為種族滅絕[55]。
- 欧洲议会以599票赞成、30票反对、58票弃权，表決通过冻结《中欧全面投资协定》批准程序，直到中国取消对欧盟政治人物的制裁为止[56]。

## 5月21日
- 2021年以巴衝突：經過埃及的斡旋，以色列安全內閣及哈馬斯分別宣佈接受無條件停火協議[57]。
- 前英国最高法院大法官戴森勋爵约翰·戴森（英语：John Dyson Lord Dyson）发表有关1995年英国广播公司时事节目《广角镜》专访戴安娜王妃接受专访的独立调查报告，证实当时的记者马丁·巴希尔利用伪造的银行账目，诱骗戴安娜接受访问[58]。
- 中国云南省大理白族自治州漾濞县发生5.6级和6.4级地震，至少造成1人死亡，6人受伤[59]。

## 5月22日
- 中国青海省果洛藏族自治州玛多县发生7.4级地震[60]。
- 位於剛果民主共和國北基伍省的尼拉貢戈火山噴發[61]。
- 杂交水稻育种专家、中国工程院院士袁隆平因多重器官衰竭在中国长沙中南大学湘雅医院逝世，享耆寿91岁[62]。
- “中国肝胆外科之父”吴孟超院士因病医治无效在中华人民共和国上海市逝世，享年99岁。[63]
- 祝融号火星车成功驶离天问一号着陆器到达火星表面[64]。
- 2021年欧洲歌唱大赛決賽在荷蘭鹿特丹舉行，意大利摇滚乐队天際月光樂團凭借歌曲《閉嘴 乖乖聽話》夺冠。[65]
- 一持刀通缉犯在臺鐵臺北車站刺警，造成两名未作缉刀准备的例行常规口罩检查警员受伤。[66]
- 在中国甘肃省景泰县黄河石林景区举行的山地越野赛遭遇极端天气，导致21人遇难。[67]

## 5月23日
- 2021年越南國會選舉進行投票。[68]
- 白俄羅斯強制一架從希臘飛往立陶宛的瑞安航空4978號客機轉飛明斯克降落後，拘留乘搭該機的白俄羅斯異見人士羅曼·普羅塔塞維奇及其女友。歐盟抨擊白俄羅斯以「劫機」脅持歐盟航線民航機，只為了逮捕反對派人士。歐盟官員揚言要制裁白俄羅斯。[69][70]
- 意大利北部馬焦雷湖附近發生缆车坠落事故，造成14人喪生。[71]
- 秘魯光辉道路成員在胡宁省殺害16人。[72]

## 5月24日
- 萨摩亚主要反對黨領導人菲婭梅·內奧米·馬塔阿法被拒進入國會後，自行在國會外宣誓就任萨摩亚总理。[73]
- 馬利武裝部隊拘留總統巴·恩多和總理莫克塔·瓦内。[74]
- 馬來西亞首都吉隆坡的格拉那再也綫輕快鐵發生兩列列車相撞事故，造成車上213名乘客全數受傷。[75]

## 5月25日
- 哥斯达黎加成为经济合作与发展组织第38个成员国[76]。

## 5月26日
- 2021年叙利亚总统选举進行投票。[77]
- 2021年5月26日月全食發生，呈現「超級血月」。[78][79]
- 美國電子商務企業亞馬遜公司宣布以84.5億美元收購電影製作公司米高梅，也是亞馬遜公司歷年來第二大收購案[80]。
- 荷蘭海牙地方法院下令該國的殼牌石油公司必須在2030年時將全球碳排放量減少45%[81]。
- 西班牙擊敗英國，贏得冠軍[82]。

## 5月27日
- 香港立法会三讀通过《2021年完善选举制度（综合修订）条例草案》，标志着2021年香港政治制度改革正式完成[83]。
- 敘利亞現任總統巴沙爾·阿萨德在2021年總統選舉中以95.1%得票率贏得第四任任期[84]。

## 5月28日
- 香港特別行政區區域法院对14名民主派人士涉及2019年10月1日香港示威的案件进行裁决[85]。
- 德國政府承認在20世紀初在納米比亞對赫雷罗人和纳马人（英语：Nama people）進行種族滅絕。[86]
- 中国科学院合肥物质科学研究院利用全超导托卡马克核聚变实验装置实现了可重复的1.2亿摄氏度101秒和1.6亿摄氏度20秒等离子体运行，打破了韩国超导托卡马克先进研究核聚变装置保持的世界纪录。[87]
- 透地雷达专家在加拿大坎卢普斯印第安寄宿学校发现百人坑，埋有加拿大现代史上数百名在印地安人寄宿学校系统中遇害的苏斯瓦儿童的遗骨。[88]

## 5月29日
- 菲律宾外交部就中国海事船只和渔船靠近中业岛，向中华人民共和国外交部提出抗议，是总统罗德里戈·杜特尔特就职以来第84次向中国提出外交抗议[89]。
- 巴西各主要城市爆发抗议活动（英语：2021 Brazilian protests），要求弹劾抗议不力的总统雅伊尔·博索纳罗，加快疫苗接种进度（英语：COVID-19 vaccination in Brazil）[90]。
- 中国空间站天和号核心舱的首艘货运飞船天舟二号在中国文昌航天发射场发射升空[91]。
- 2020年至2021年英格蘭足球冠軍聯賽決賽（英语：2021 EFL Championship play-off Final）在温布利球场举行，布伦特福德2比0战胜斯旺西城，晋级到2021年至2022年英格蘭足球超級聯賽，是74年来首度升班至英超联赛[92]。
- 2021年欧洲冠军联赛决赛在波尔图火龙球场举行，切尔西1比0击败曼彻斯特城，夺得第二个欧冠联赛冠军[93]。

## 5月30日
- 2021年塞浦路斯議會選舉進行投票。[94]
- 佛罗里达州海厄利亚一会堂附近爆发大规模枪击案（英语：2021 Hialeah shooting），2人死亡，20人受伤，三名嫌犯在逃[95]。
- 以色列政党联盟右倾党魁纳夫塔利·贝内特与拥有未来党魁亚伊尔·拉皮德宣布建成政治联盟，罢免总理本雅明·内塔尼亚胡[96]。

## 5月31日
- 2021年索馬里蘭眾議院選舉進行投票。[97]
- 中共中央政治局召开会议研讨人口老龄化应对政策，宣布进一步放宽计划生育限制，实施三孩政策及配套支持措施，同时渐进式延迟法定退休年龄[98]。
- 西非国家经济共同体暂停马里会籍，以回应上周的政变行动[99]。
- 丹麦广播公司揭露丹麦国防情报局曾于2012年至2014年间协助美国国家安全局监控德国总理安吉拉·默克尔等欧洲各国领导人[100]。
- 白俄羅斯當局以防疫為理由，暫時禁止大部分國民離境[101][102]。
- 国际女子网球协会一号种子大坂直美以心理健康为由，退出2021年法国网球公开赛[103]。
- 世界装机容量第二大的水电站白鹤滩水电站大坝全线浇筑到顶，主体工程基本完工。[104]